# Crank (film)
Crank is een Amerikaanse actiefilm uit 2006 van Mark Neveldine en Brian Taylor, die daarmee beiden debuteerden als zowel schrijver als regisseur. De hoofdrollen worden vertolkt door Jason Statham, Amy Smart, Jose Pablo Cantillo, Efren Ramirez, en Dwight Yoakam. De film is geproduceerd en gedistribueerd door Lakeshore Entertainment en Lions Gate Films.
Dezelfde makers brachten op 16 april 2009 een vervolg uit, genaamd Crank: High Voltage.

## Verhaal
Chev Chelios, een huurmoordenaar, wordt op een dag hallucinerend wakker en weet niet meer wat er gebeurd is. Hij vindt een dvd met daarop een boodschap voor hem, die duidelijk maakt wat er precies is gebeurd. Hij is vergiftigd met de Beijing Cocktail vanwege een opdracht die hij even daarvoor uitgevoerd had. Hij kreeg de opdracht om Don Kim, een belangrijk persoon van de Japanse maffia, om te leggen.
Omdat dit achteraf geen goede zaak bleek voor de organisatie waarvoor Chev werkt, besluiten ze hem te vergiftigen, zodat ze verder geen problemen met de Japanners krijgen. Door het gif zal hij binnen een uur overlijden. Het gif wordt echter vertraagd door adrenaline, en dus moet Chev ervoor zorgen dat hij dit genoeg aanmaakt, of dat hij anders genoeg kunstmatige adrenaline binnenkrijgt. Zijn zoektocht naar de dader is hiermee begonnen.
De hele film speelt zich verder binnen de tijd van één dag af. In die dag onderneemt Chelios meerdere gevaarlijke stunts en acties om zijn adrenaline op peil te houden. Tevens jaagt hij op crimineel Ricky Verona. Dit brengt hem naar een confrontatie in een helikopter, hoog boven Los Angeles. De twee vallen uit de helikopter, en tijdens hun val breekt Chelios Verona’s nek. Daarna komt hij zelf, via een auto, op straat terecht en blijft roerloos liggen. Maar zijn hart klopt nog wel.

## Rolverdeling
| Acteur              | Personage    |
| ------------------- | ------------ |
| Jason Statham       | Chev Chelios |
| Amy Smart           | Eve          |
| Jose Pablo Cantillo | Verona       |
| Efren Ramirez       | Kaylo        |
| Dwight Yoakam       | Doc Miles    |
| Carlos Sanz         | Carlito      |
| Reno Wilson         | Orlando      |

## Achtergrond
Crank werd opgenomen op locatie in Los Angeles. Bijna alle scènes werden tegelijk van veraf  en close-up opgenomen. Jason Statham deed zijn eigen autostunts en vechtscènes.
De film bevat veel referenties naar videospellen, met name retro-gaming en arcadespellen. Veel critici, met name op Rotten Tomatoes, merkten op dat Crank ook meer overkwam als een live-action videospel dan een actiefilm.
Regisseurs Mark Neveldine en Brian Taylor prezen de film aan tijdens de Comic-Con International 2006. Ze lieten onder andere weten dat de film geen gebruik maakt van computeranimatie voor de acties. Verder werd de film grotendeels aangeprezen via internet.
Op de premièredag bracht Crank 3,3 miljoen dollar op. Het eerste weekend bedroeg de opbrengst 13 miljoen. De wereldwijde opbrengst kwam uit op 42.931.041 dollar, tegen een budget van 12 miljoen.